# Штраубе, Эрих
Эрих Штраубе (нем. Erich Straube; 11 декабря 1887 — 31 марта 1971) — немецкий офицер, участник Первой и Второй мировых войн, генерал пехоты, кавалер Рыцарского креста с Дубовыми листьями.

## Начало военной карьеры
В июле 1907 года поступил на военную службу, фанен-юнкером (кандидат в офицеры), в пехотный полк. С января 1909 года — лейтенант.

## Первая мировая война
Командовал пехотной ротой, с августа 1916 года — капитан. За время войны награждён Железными крестами обеих степеней.

## Между мировыми войнами
Продолжил службу в рейхсвере. К началу Второй мировой войны — командир 268-й пехотной дивизии, генерал-майор.

## Вторая мировая война
В мае-июне 1940 года — участвовал во Французской кампании. Награждён планками к Железным крестам обеих степеней (повторное награждение) и Рыцарским крестом.
С 22 июня 1941 года — участвовал в германо-советской войне. Бои в Белоруссии, затем на Московском направлении.
С апреля 1942 года — командующий 13-м армейским корпусом.
С 20 февраля 1943 года — в командном резерве. 
С августа 1943 года — командующий 74-м армейским корпусом (на полуострове Бретань, Франция). С июня 1944 года — бои против высадившихся американо-британских войск. В сентябре 1944 года — награждён Дубовыми листьями к Рыцарскому кресту. 
С декабря 1944 года — командующий 86-м армейским корпусом.
С 28 апреля 1945 года — командующий 1-й парашютной армией. После капитуляции Германии 8 мая 1945 года — взят в американский плен.